# Камакурский музей национальных сокровищ
Камакурский музей национальных сокровищ (яп. 鎌倉国宝館, Kamakura Kokuhōkan, или Музей Камакуры) — исторический музей, расположенный на территории храма Цуругаока Хатимангу в городе Камакура в префектуре Канагава, Япония. В музее выставляется 4800 экспонатов, принадлежащих префектуре Канагава, включая скульптуры, картины и предметы промысла. Большая часть экспонатов создана во времена периода Камакура и периода Муромати (12-16 века). Некоторые из выставляемых предметов были привезены в Японию из Китая.